# Mistrovství světa v basketbalu žen 1986
10. mistrovství světa  v basketbalu žen proběhlo v dnech 8. – 17. srpna v Sovětském svazu.
Turnaje se zúčastnilo dvanáct družstev rozdělených do dvou šestičlenných skupin. Družstva na prvním a druhém místě postoupily do semifinále. Třetí a čtvrtý tým hrál o 5. – 8. místo a pátý a šestý hrál o 9. – 12. místo. Mistrem světa se stalo družstvo Spojených států.

## Výsledky a tabulky

### Skupina A
|    |             | URS    | CAN   | CUB   | BUL   | KOR   | BRA    | V | P | Skóre   | B  |
| 1. | SSSR        | ***    | 77:76 | 86:82 | 94:66 | 90:41 | 103:95 | 5 | 0 | 450:360 | 10 |
| 2. | Kanada      | 76:77  | ***   | 63:62 | 67:63 | 55:49 | 82:75  | 4 | 1 | 343:326 | 9  |
| 3. | Kuba        | 82:86  | 62:63 | ***   | 77:76 | 83:55 | 93:78  | 3 | 2 | 397:358 | 8  |
| 4. | Bulharsko   | 66:94  | 63:67 | 76:77 | ***   | 74:63 | 71:69  | 2 | 3 | 279:371 | 7  |
| 5. | Jižní Korea | 41:90  | 49:55 | 55:83 | 63:74 | ***   | 71:69  | 1 | 4 | 270:371 | 6  |
| 6. | Brazílie    | 95:103 | 75:82 | 78:93 | 72:82 | 69:71 | ***    | 0 | 5 | 389:424 | 5  |

 Kanada –  Bulharsko 67:63 (36:29)
8. srpna 1986 – Minsk
 SSSR –  Brazílie 103:95 (59:50)
8. srpna 1986 – Minsk
 Kuba –  Jižní Korea 83:55 (43:30)
8. srpna 1986 – Minsk
 Bulharsko –  Brazílie 82:72 ( 43:34)
9. srpna 1986 – Minsk
 Kanada –  Jižní Korea 55:49 (27:30)
9. srpna 1986 – Minsk
 SSSR –  Kuba 86:82 (40:44)
9. srpna 1986 – Minsk
 Jižní Korea –  Brazílie 71:69 (26:37)
10. srpna 1986 – Minsk
 Kanada –  Kuba 63:62 (33:29)
10. srpna 1986 – Minsk
 SSSR –  Bulharsko 94:66 (38:33)
10. srpna 1986 – Minsk
 Kuba –  Brazílie 93:78 (45:46)
12. srpna 1986 – Minsk
 SSSR –  Kanada 77:76 (45:39)
12. srpna 1986 – Minsk
 Bulharsko –  Jižní Korea 74:63 (39:33)
12. srpna 1986 – Minsk
 Kanada –  Brazílie 82:75pp (40:31, 69:69)
13. srpna 1986 – Minsk
 SSSR –  Jižní Korea 90:41 (47:23)
13. srpna 1986 – Minsk
 Kuba –  Bulharsko 77:76 (35:39)
13. srpna 1986 – Minsk

### Skupina B
|    |           | USA    | TCH   | CHN   | HUN   | AUS   | TAI    | V | P | Skóre   | B  |
| 1. | USA       | ***    | 89:61 | 99:74 | 78:63 | 76:50 | 105:52 | 5 | 0 | 447:300 | 10 |
| 2. | ČSSR      | 61:89  | ***   | 80:74 | 78:61 | 55:50 | 84:60  | 4 | 1 | 358:334 | 9  |
| 3. | Čína      | 74:99  | 74:80 | ***   | 90:63 | 77:57 | 93:45  | 3 | 2 | 408:344 | 8  |
| 4. | Maďarsko  | 63:78  | 61:78 | 63:90 | ***   | 79:77 | 77:57  | 2 | 3 | 343:380 | 7  |
| 5. | Austrálie | 50:76  | 50:55 | 57:77 | 77:79 | ***   | 63:55  | 1 | 4 | 297:342 | 6  |
| 6. | Tchaj-wan | 52:105 | 60:84 | 45:93 | 57:77 | 55:63 | ***    | 0 | 5 | 269:422 | 5  |

 Maďarsko –  Austrálie 79:77 (34:39)
8. srpna 1986 – Vilnius
 USA –  Tchaj-wan 105:52 (52:30)
8. srpna 1986 – Vilnius
 ČSSR –  Čína 80:74 (30:47)
8. srpna 1986 – Vilnius
 Maďarsko –  Tchaj-wan 77:57 (40:36)
9. srpna 1986 – Vilnius
 Čína –  Austrálie 77:57 (35:27)
9. srpna 1986 – Vilnius
 USA –  ČSSR 89:61 (36:27)
9. srpna 1986 – Vilnius
 Čína –  Tchaj-wan 93:45 (47:26)
10. srpna 1986 – Vilnius
 ČSSR –  Austrálie 55:50 (29:24)
10. srpna 1986 – Vilnius
 USA –  Maďarsko 78:63 (43:34)
10. srpna 1986 – Vilnius
 ČSSR –  Tchaj-wan 84:60 (49:32)
12. srpna 1986 – Vilnius
 USA –  Austrálie 76:50 (40:22)
12. srpna 1986 – Vilnius
 Čína –  Maďarsko 90:63 (47:25)
12. srpna 1986 – Vilnius
 Austrálie –  Tchaj-wan 63:55 (24:31)
13. srpna 1986 – Vilnius
 ČSSR –  Maďarsko 78:61 (39:31)
13. srpna 1986 – Vilnius
 USA –  Čína 99:74 (50:49)
13. srpna 1986 – Vilnius

### Semifinále
SSSR –  ČSSR 78:67 (33:34)
15. srpna 1986 – Moskva
 USA –  Kanada 82:59 (39:31)
15. srpna 1986 – Moskva

### Finále
USA –  SSSR 108:88 (56:43)
17. srpna 1986 – Moskva

### O 3. místo
Kanada –  ČSSR 64:59 (33:31)
17. srpna 1986 – Moskva

### O 5. - 8. místo
Čína –  Bulharsko 88:73 (50:45)
15. srpna 1986 – Moskva
 Kuba –  Maďarsko 74:72 (31:37)
15. srpna 1986 – Moskva

### O 5. místo
Čína –  Kuba 102:86 (52:42)
17. srpna 1986 – Moskva

### O 7. místo
Bulharsko –  Maďarsko 79:75 (35:33)
17. srpna 1986 – Moskva

### O 9. - 12. místo
Jižní Korea –  Tchaj-wan 85:54 (39:23)
15. srpna 1986 – Moskva
 Austrálie –  Brazílie 72:57 (39:28)
15. srpna 1986 – Moskva

### O 9. místo
Austrálie –  Jižní Korea 60:50 (24:29)
17. srpna 1986 – Moskva

### O 11. místo
Brazílie –  Tchaj-wan 92:57 (33:28)
17. srpna 1986 – Moskva

## Soupisky
1.  USA
| - Cynthia Brown - Cynthia Cooper - Clarissa Davis-Wrightsil - Anne Theresa Donovan | - Teresa Edwards - Mary Ethridge - Jennifer Gillom - Fran Harris | - Katrina McClain - Cheryl Miller - Teresa Weatherspoon |

- Trenér: Yow Kay

2.  SSSR
| - Jelena Kapuckaja - Jelena Tornikidouová - Galina Kudrevatová - Irina Gerličová | - Irina Gubaová - Irina Minchová - Irina Sviridenková - Larissa Kurikščaová | - Ludmila Muravjevová - Olecia Barelová - Olga Jakovlevová - Světlana Kuzněcovová |

- Trenér: Leonid Jachmeněv

3.  Kanada
| - Andrea Blackwell - Anna Pendergast - Beth Kockren - Bev Smith | - Carol Hamilton - Debbie Huband - Janet Fowler - Leen Polson | - Lori Clarke - Merelynn Lange - Misty Thomas - Sendy Espese |

- Trenéři: Wayne Husey a Peter Kempbell

4.  ČSSR
| - Anna Janoštinová - Erika Dobrovičová - Eva Kalužáková - Hana Zarevúcká | - Irena Rajniaková - Irena Lednická - Irma Valová - Ivana Kejvalová | - Ivana Nováková - Ivana Prettlová - Svatava Kysilková - Zdenka Látalová |

- Trenér: Jan Karger, Svatopluk Mrázek

5.  Čína
| - Chen Cu - Cin Lin Han - Cung Wang - Guan Lin | - Ling Lu - Qing Liu - Suvedi Cun - Xuilan Xue | - Yan Lin Cui - You Chin Czaix - Youpin Wang - Zheng Haixia |

- Trenér: Davei Chan.

6.  Kuba
| - Barbara Becquer - Beatriz Pedromo - Dalia Henry - Dania Chanisares | - Juana Diaz - Leonor Borrell - Luiza Ariaz - Maria Leon | - Maria More - Melvis Coss - Regla Hernandez - Zenaida McCarthy |

- Trenér: Manoel Perez Proupin.

7.  Bulharsko
| - Jevladija Slavčevová - Krasimira Bannovová - Larissa Sachovová - Madlena Stanevová | - Mariana Ivanovová - Mariana Čobanovová - Nadka Goltčevová - Petkana Makavevová | - Polina Cekovová - Radmila Vasilevová - Silvia Ghermanaová - Sonia Dragomirová |

- Trenér: Neitčo Neitčev.

8.  Maďarsko
| - Agnes Nemeth - Agnes Borka - Anna Farkas - D. Kermendy | - Dora Nad - Eva Deak - Judit Basok - Judit Novak | - Judit Szöllosi - Maria Bacsa - Maria Schwartz - Zsuzsa Boksay |

- Trenér: Laszlo Killik.

9.  Austrálie
| - Brodwyn Marschal - Donna Brown - Jenny Cizman - Julie Nikiel | - Karen Dalton - Kathy Foster - Mary White - Marysa Roy | - Michele Timms - Patricia Mickan - Robyn Maher - Sue Key |

- Trenér: Roby Cadee.

10.  Jižní Korea
| - Eun-Sook Kim - Eun-Kyung Woo - Hwa-Soon Kim - Hyung-Sook Lee | - Jung-A Sung - Keum-Jin Lee - Kyung-Hee Choi - Kyung-Ja Moon | - Kyung-Hwa Seo - Mi-Ja Lee - Mun-Joo Cho - Young-Hee Kim |

- Trenér: Seung-Youn Cho.

11.  Brazílie
| - Anna Maria Krabbenborg - Hortência Marcari - Maria Paula Gonçalves - Maria José Bertolloti "Zezé" | - Marta Sobral - Mirley da Silva - Nádia Lima - Neusa Ribeiro | - Ruth de Souza - Suzete da Silva - Vânia Hernandes - Vânia Teixeira |

- Trenér: Maria Helena Cardoso.

12.  Tchaj-wan
| - Chai Feng Chou - Cu Lin Su - Huyi Lin Tan - Lin Lang Chen | - Mei Shou Lin - Shu Sya Yuan - Sou Lin Cin - Su Chang He | - Sue Chu Su - Y Lang Chen - Youe Guy Cin - Yu Lan Huaix |

- Trenér: Suyan Ci Cuan.

## Konečné pořadí
| Pořadí           | Tým         | Z | V | P | Skóre   | B  |
| ---------------- | ----------- | - | - | - | ------- | -- |
| Zlatá medaile    | USA         | 7 | 7 | 0 | 637:447 | 14 |
| Stříbrná medaile | SSSR        | 7 | 6 | 1 | 616:535 | 13 |
| Bronzová medaile | Kanada      | 7 | 5 | 2 | 466:467 | 12 |
| 4.               | ČSSR        | 7 | 4 | 3 | 484:476 | 11 |
| 5.               | Čína        | 7 | 5 | 2 | 598:503 | 12 |
| 6.               | Kuba        | 7 | 3 | 4 | 557:532 | 10 |
| 7.               | Bulharsko   | 7 | 3 | 4 | 513:536 | 10 |
| 8.               | Maďarsko    | 7 | 2 | 5 | 490:533 | 9  |
| 9.               | Austrálie   | 7 | 3 | 4 | 429:449 | 10 |
| 10.              | Jižní Korea | 7 | 2 | 5 | 414:485 | 9  |
| 11.              | Brazílie    | 7 | 1 | 6 | 535:560 | 8  |
| 12.              | Tchaj-wan   | 7 | 0 | 7 | 380:599 | 7  |